# Observatoire
Pour les articles homonymes, voir Observatoire (homonymie).
Un observatoire est un lieu utilisé pour observer les événements terrestres ou célestes. L’astronomie, la climatologie, météorologie, la géophysique, l'océanographie et la volcanologie sont des exemples de disciplines pour lesquelles des observatoires ont été construits. Historiquement, les observatoires étaient aussi simples que de contenir un sextant astronomique (pour mesurer la distance entre les étoiles) ou Stonehenge qui a quelques alignements sur les phénomènes astronomiques.

## Observatoires terrestres
Les observatoires terrestres ont pour but d'observer les événements terrestres ou de les prévoir comme les observatoires climatiques ou météréologiques. Par exemple, l'observatoire météorologique du haut Peissenberg fait des recherches sur l'ozone, des mesures d'aérosols et de gaz traces, de la météorologie radar et effectue des observations météorologiques dites "classiques" avec leur station météorologique qui visent à mesurer les précipitations, le sens et la force des vents, etc.,.

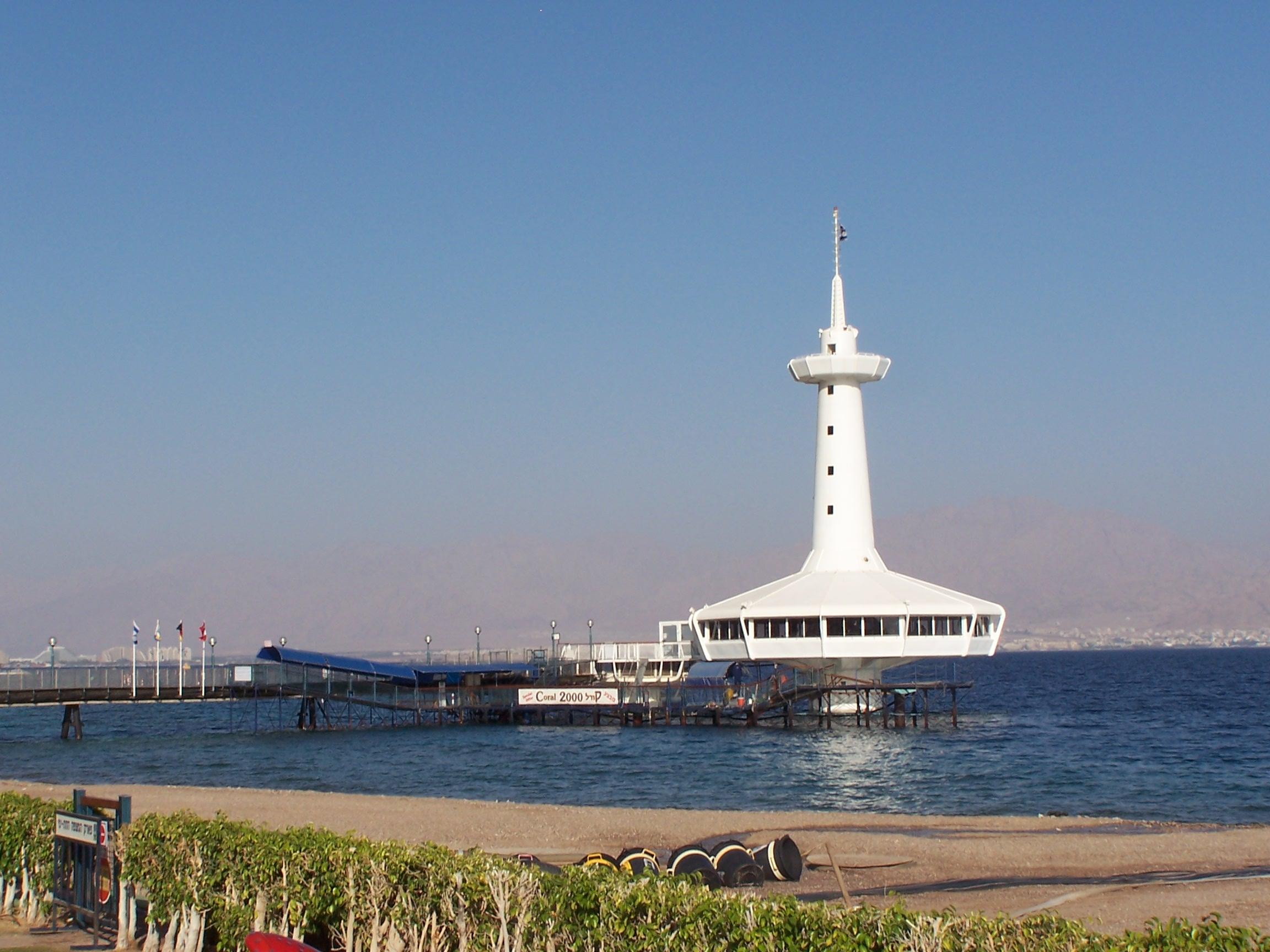
L'observatoire sous-marin Coral World Underwater Observatory à Eilat en Israël.
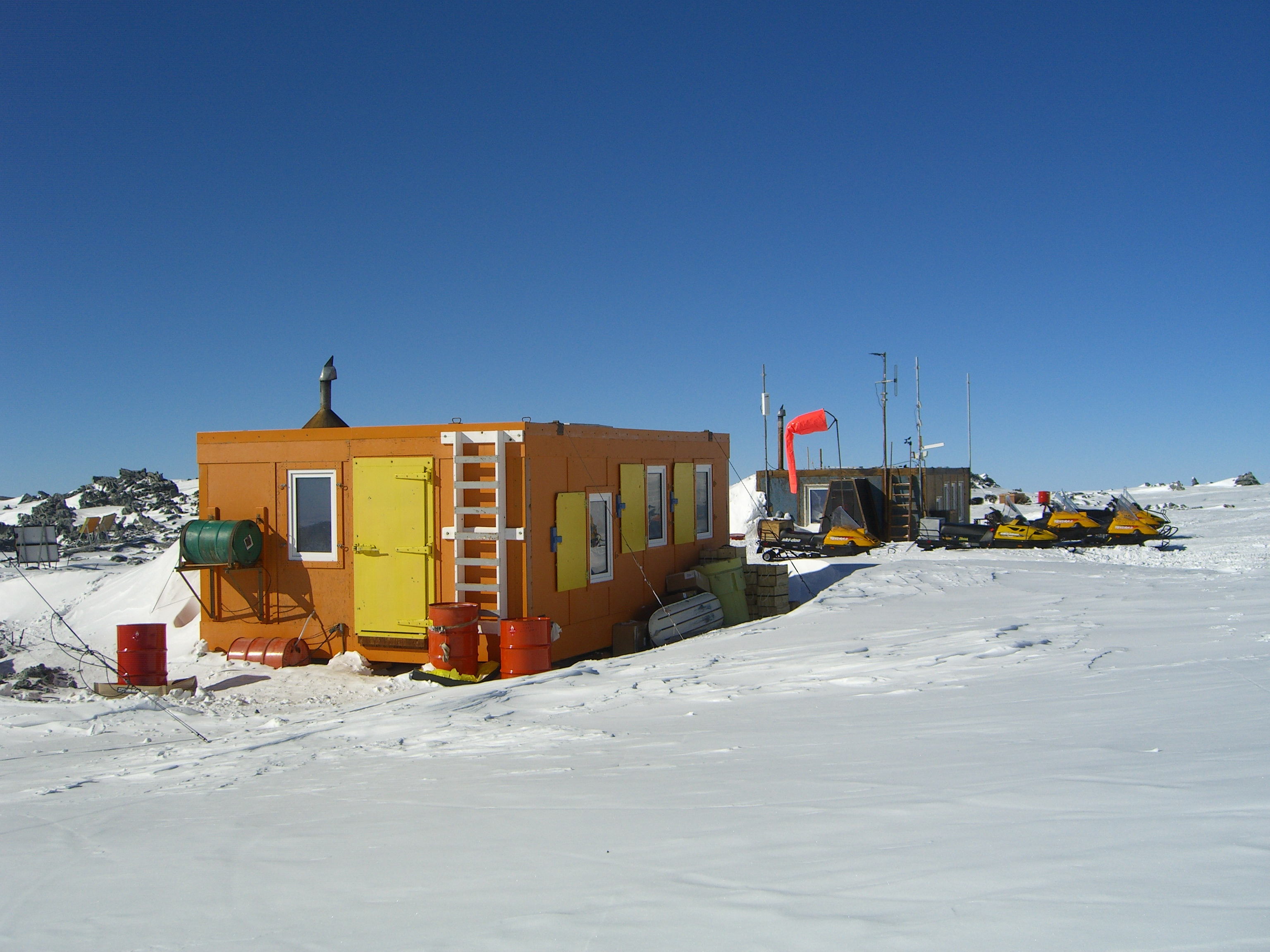
Vue du Lower Erebus Hut, l'observatoire volcanologique du mont Erebus en Antarctique.

## Observatoires astronomiques
Les observatoires astronomiques sont principalement divisés en quatre catégories : spatiaux, aéroportés, terrestres et souterrains.

### Observatoires au sol
Des observatoires au sol, situés à la surface de la Terre, sont utilisés pour faire des observations dans les longueurs d'onde de la radio et de la lumière visible du spectre électromagnétique. La plupart des télescopes optiques sont logés dans un dôme ou une structure similaire, pour protéger les instruments délicats des éléments. Les dômes de télescope ont une fente ou une autre ouverture dans le toit qui peut être ouverte pendant l'observation et fermée lorsque le télescope n'est pas utilisé. Dans la plupart des cas, toute la partie supérieure du dôme du télescope peut être tournée pour permettre à l'instrument d'observer différentes sections du ciel nocturne. Les radiotélescopes n'ont généralement pas de dôme.
Pour les télescopes optiques, la plupart des observatoires au sol sont situés loin des grands centres de population, pour éviter les effets de la pollution lumineuse. Les emplacements idéaux pour les observatoires modernes sont les sites qui ont un ciel sombre, un grand pourcentage de nuits claires par an, de l'air sec et qui sont à haute altitude. À haute altitude, l'atmosphère terrestre est plus mince, minimisant ainsi les effets de la turbulence atmosphérique et se traduisant par une meilleure « qualité d'image » astronomique. Les sites qui répondent aux critères ci-dessus pour les observatoires modernes comprennent le Sud-Ouest des États-Unis, Hawaï, les Îles Canaries, les Andes et les hautes montagnes du Mexique comme la Sierra Negra. Un site nouvellement émergent qui devrait être ajouté à cette liste est Mount Gargash. Avec une altitude de 3 600 m, il abrite l'Observatoire national iranien et son télescope INO340 de 3,4 m. Les principaux observatoires optiques comprennent les observatoires du Mauna Kea et l'observatoire de Kitt Peak aux États-Unis, l'observatoire du Roque de los Muchachos et l'observatoire de Calar Alto en Espagne, et l'observatoire du Cerro Paranal au Chili.
Une étude de recherche spécifique réalisée en 2009 montre que le meilleur emplacement possible pour l'observatoire au sol sur Terre est la crête A - une place dans la partie centrale de l'Antarctique oriental. Cet emplacement offre le moins de perturbations atmosphériques et la meilleure visibilité.

#### Observatoires radio
À partir des années 1930, des radiotélescopes ont été construits pour être utilisés dans le domaine de la radioastronomie pour observer l'Univers dans la partie radio du spectre électromagnétique. Un tel instrument, ou ensemble d'instruments, avec des installations de soutien telles que des centres de contrôle, des logements pour les visiteurs, des centres de réduction de données et / ou des installations de maintenance sont appelés observatoires radio. Les observatoires radio sont également situés loin des grands centres de population pour éviter les interférences électromagnétiques (IME) de la radio, de la télévision, du radar et d'autres appareils émettant des IME, mais contrairement aux observatoires optiques, les observatoires radio peuvent être placés dans des vallées pour un blindage IME supplémentaire. Certains des principaux observatoires radio du monde comprennent le Socorro, au Nouveau-Mexique, aux États-Unis, l'observatoire de Jodrell Bank au Royaume-Uni, l'observatoire astronomique d'Arecibo à Porto Rico, l'observatoire de Parkes en Nouvelle-Galles du Sud, en Australie et l'observatoire du Llano de Chajnantor au Chili.

#### Les plus hauts observatoires astronomiques
Depuis le milieu du XXe siècle, un certain nombre d'observatoires astronomiques ont été construits à très haute altitude, au-dessus de 4 000 à 5 000 m. Le plus grand et le plus remarquable d'entre eux est l'observatoire du Mauna Kea, situé près du sommet d'un volcan à Hawaii à 4 205 m. L'observatoire d'astrophysique de Chacaltaya en Bolivie, à 5 230 m, était l'observatoire astronomique permanent le plus haut du monde depuis sa construction dans les années 1940 jusqu'en 2009. Il a maintenant été dépassé par le nouvel Observatoire Atacama de l'Université de Tokyo, un télescope optique-infrarouge à 5 640 m au sommet d'une montagne dans le désert d'Atacama au Chili.

#### Les plus anciens observatoires astronomiques
Les proto-observatoires les plus anciens, au sens de poste d'observation pour l'astronomie,
- Wurdi Youang, Australie
- Zorats Karer, Karahunj, Arménie
- Loughcrew, Irlande
- Newgrange, Irlande
- Stonehenge, Grande-Bretagne
- Chanquillo, Pérou
- Chichén Itzá, Mexique
- Abou Simbel, Égypte
- Kokino, Koumanovo, Macédoine du Nord
- Observatoire de Rhodes, Grèce[17]
- Cercle de Goseck, Allemagne
- Ujjain, Inde
- Arkaim, Russie
- Cheomseongdae, Corée du Sud
- Angkor Wat, Cambodge

Les véritables observatoires les plus anciens, au sens d'un institut de recherche spécialisé,,, comprennent:
- 825: Observatoire Al-Shammisiyyah, Bagdad, Iraq
- 869: Observatoire Mahodayapuram, Kerala, Inde
- 1259: Observatoire de Maragha, Azerbaïdjan, Iran
- 1276: Observatoire astronomique de Gaocheng, Chine
- 1420: Observatoire astronomique d'Ulugh Beg, Samarcande, Ouzbékistan
- 1442: Observatoire antique de Pékin, Chine
- 1577: Observatoire de Constantinople de Taqi ad-Din, Turquie
- 1580: Uraniborg, Danemark
- 1581: Stjerneborg, Danemark
- 1633: Observatoire de Leyde, Pays-Bas
- 1642: Observatoire Panzano, Italie
- 1642: Tour Ronde, Danemark
- 1667: Observatoire de Paris, France
- 1675: Observatoire royal de Greenwich, Angleterre
- 1695: Tour Soukharev, Russie
- 1711: Observatoire de Berlin, Allemagne
- 1724: Jantar Mantar, Inde
- 1753: Observatoire de Stockholm, Suède
- 1753: Observatoire de l'université de Vilnius, Lituanie
- 1753: Real Instituto y Observatorio de la Armada, Espagne[20]
- 1759: Observatoire astronomique de Trieste, Italie.
- 1757: Observatoire Macfarlane, Écosse.
- 1759: Observatoire astronomique de Turin, Italie.
- 1764: Observatoire astronomique de Brera, Italie.
- 1765: Observatoire Mohr, Indonésie.
- 1774: Observatoire du Vatican, Italie.
- 1785: Observatoire Dunsink, Irlande.
- 1786: Observatoire de Madras, Inde.
- 1789: Observatoire d'Armagh, Irlande du Nord.
- 1790: Observatoire Royal de Madrid, Espagne[21],
- 1803: Observatoire astronomique national (Colombie), Bogotá, Colombie[22].
- 1811: Observatoire de Tartu, Estonie[23]
- 1812: Observatoire astronomique de Capodimonte, Naples, Italie
- 1830/1842: Observatoire naval des États-Unis[24],[25], USA
- 1830: Observatoire de l'université Yale Atheneum, États-Unis
- 1838: Observatoire Hopkins, Williams College, États-Unis
- 1838: Observatoire Loomis, Western Reserve Academy, États-Unis
- 1839: Observatoire de Poulkovo, Russie
- 1839/1847: Observatoire de l'université Harvard, États-Unis
- 1842: Observatoire de Cincinnati, États-Unis
- 1844: Observatoire astronomique de l'Université de Georgetown, États-Unis
- 1873: Observatoire astronomique de Quito, Équateur
- 1878: Observatoire astronomique de Lisbonne, Portugal
- 1884: Observatoire McCormick, États-Unis
- 1888: Observatoire Lick, États-Unis
- 1890: Smithsonian Astrophysical Observatory, États-Unis
- 1894: Observatoire Lowell, États-Unis
- 1895: Observatoire Theodor Jacobsen, États-Unis
- 1897: Observatoire Yerkes, États-Unis
- 1899: Observatoire solaire de Kodaikanal, Inde

### Observatoires spatiaux

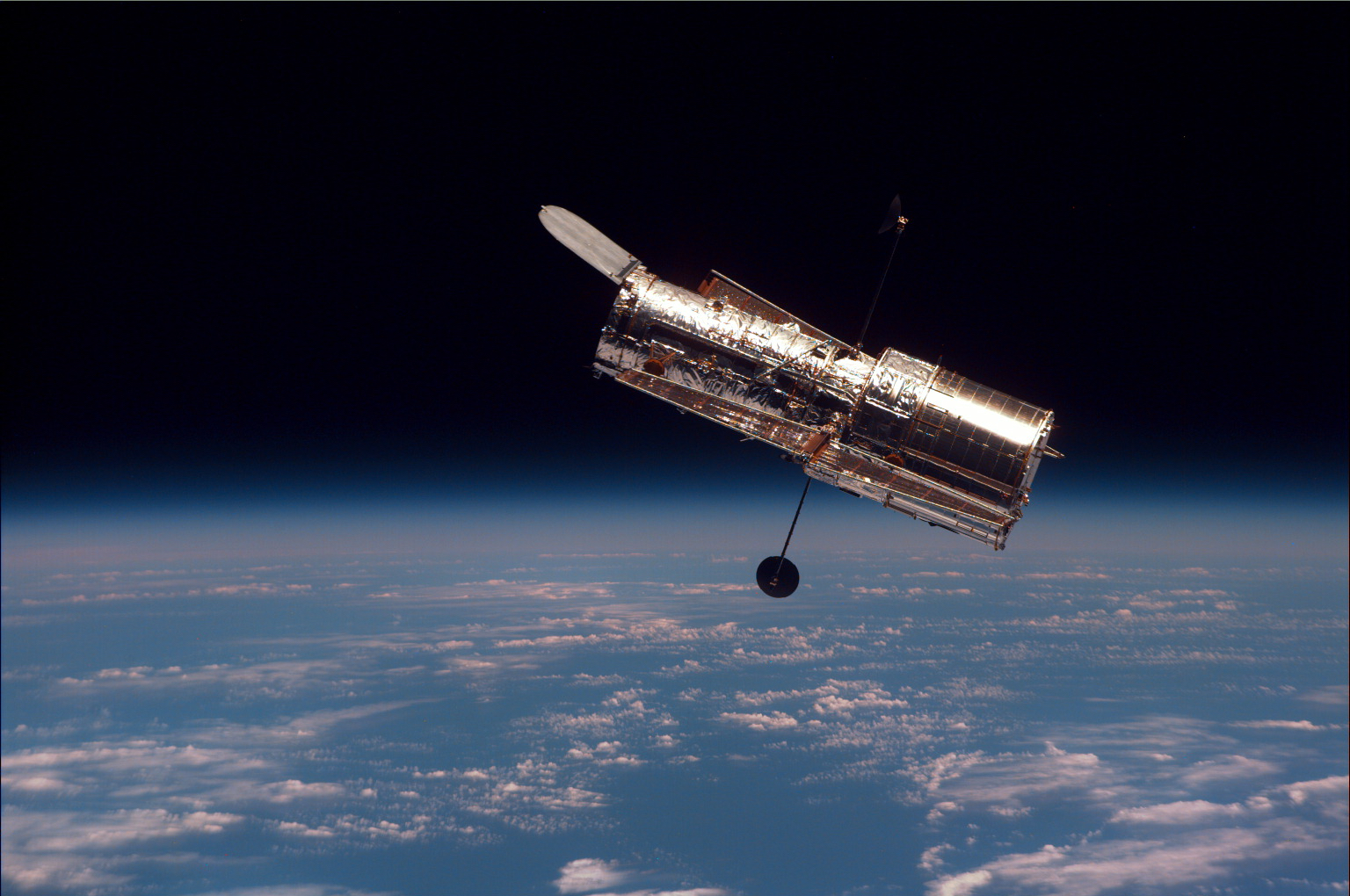
Le télescope spatial Hubble sur l'orbite terrestre

Les observatoires spatiaux sont des télescopes ou d'autres instruments situés dans l'espace extra-atmosphérique, dont beaucoup sont en orbite autour de la Terre. Les télescopes spatiaux peuvent être utilisés pour observer des objets astronomiques à des longueurs d'onde du spectre électromagnétique qui ne peuvent pas pénétrer dans l'atmosphère terrestre et sont donc impossibles à observer à l'aide de télescopes au sol. L'atmosphère terrestre est opaque aux rayons ultraviolets, aux rayons X et aux rayons gamma et est partiellement opaque aux rayons infrarouges, de sorte que les observations dans ces parties du spectre électromagnétique sont mieux effectuées à partir d'un endroit au-dessus de l'atmosphère de notre planète. Un autre avantage des télescopes spatiaux est que, en raison de leur emplacement au-dessus de l'atmosphère terrestre, leurs images sont exemptes des effets de la turbulence atmosphérique qui affectent les observations au sol. En conséquence, le pouvoir de résolution des télescopes spatiaux tels que le télescope spatial Hubble est souvent beaucoup plus petit qu'un télescope au sol avec une ouverture similaire. Cependant, tous ces avantages ont un prix. Les télescopes spatiaux sont beaucoup plus chers à construire que les télescopes au sol. En raison de leur emplacement, les télescopes spatiaux sont également extrêmement difficiles à entretenir. Le télescope spatial Hubble a été desservi par la navette spatiale américaine tandis que de nombreux autres télescopes spatiaux ne peuvent pas du tout être entretenus. Le télescope spatial James Webb (JWST) remplacera le télescope spatial Hubble en 2021.

### Observatoires aéroportés

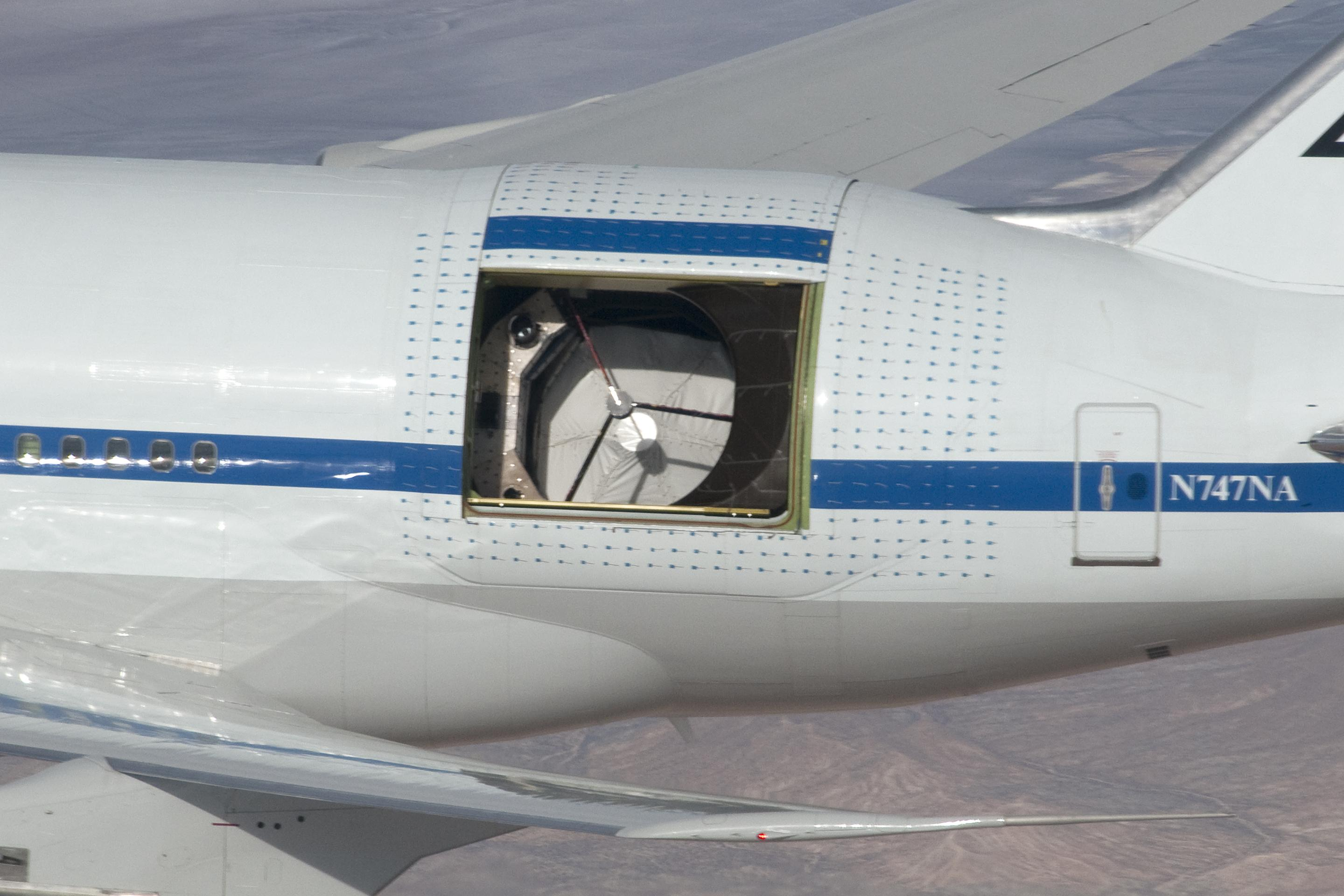
SOFIA à bord d'un Boeing 747SP

Les observatoires aéroportés ont l'avantage d'être en hauteur par rapport aux installations au sol, ce qui les place au-dessus de la majeure partie de l'atmosphère terrestre. Ils présentent également un avantage par rapport aux télescopes spatiaux: les instruments peuvent être déployés, réparés et mis à jour beaucoup plus rapidement et à moindre coût. L'observatoire aéroporté de Kuiper et l'observatoire stratosphérique pour l'astronomie infrarouge utilisent des avions pour observer dans l'infrarouge, qui est absorbé par la vapeur d'eau dans l'atmosphère. Des ballons stratosphériques pour l'astronomie aux rayons X ont été utilisés dans divers pays.
Un observatoire volcanologique est une structure qui mène des recherches et surveille un volcan. Parmi les plus connus figurent l'observatoire volcanologique d'Hawaï et l'observatoire du Vésuve. Des observatoires mobiles de volcans existent avec l'USGS VDAP (Volcano Disaster Assistance Program), à déployer à la demande.